# トウワタ
トウワタ（唐綿; 学名: Asclepias curassavica）は、キョウチクトウ科（旧分類ではガガイモ科）の多年草。原産地は南アメリカ。寒さに弱いため、日本では一年草として栽培される。1842年（天保13年）に渡来したとされ、和名は種子の冠毛に由来する。ツルワタとも呼ぶ。
リンネの『植物の種』(1753年) で記載された植物の一つである。

## 生態
花期は夏から秋。

## 形態的特徴
多年生の草本で基部は木質化し草丈は1.2メートルに達し、白乳樹液を含む。
葉は長楕円形-披針形で長さ5-10センチメートル、対生する。
花は橙紅色で花冠が5裂し、裂片は反巻、頂生散形花序である。シルキーゴールドと呼ばれる黄花品種もある。
莢は長さ5-7センチメートルで成熟して裂開する。種子毛は長さ1-3センチメートルである。

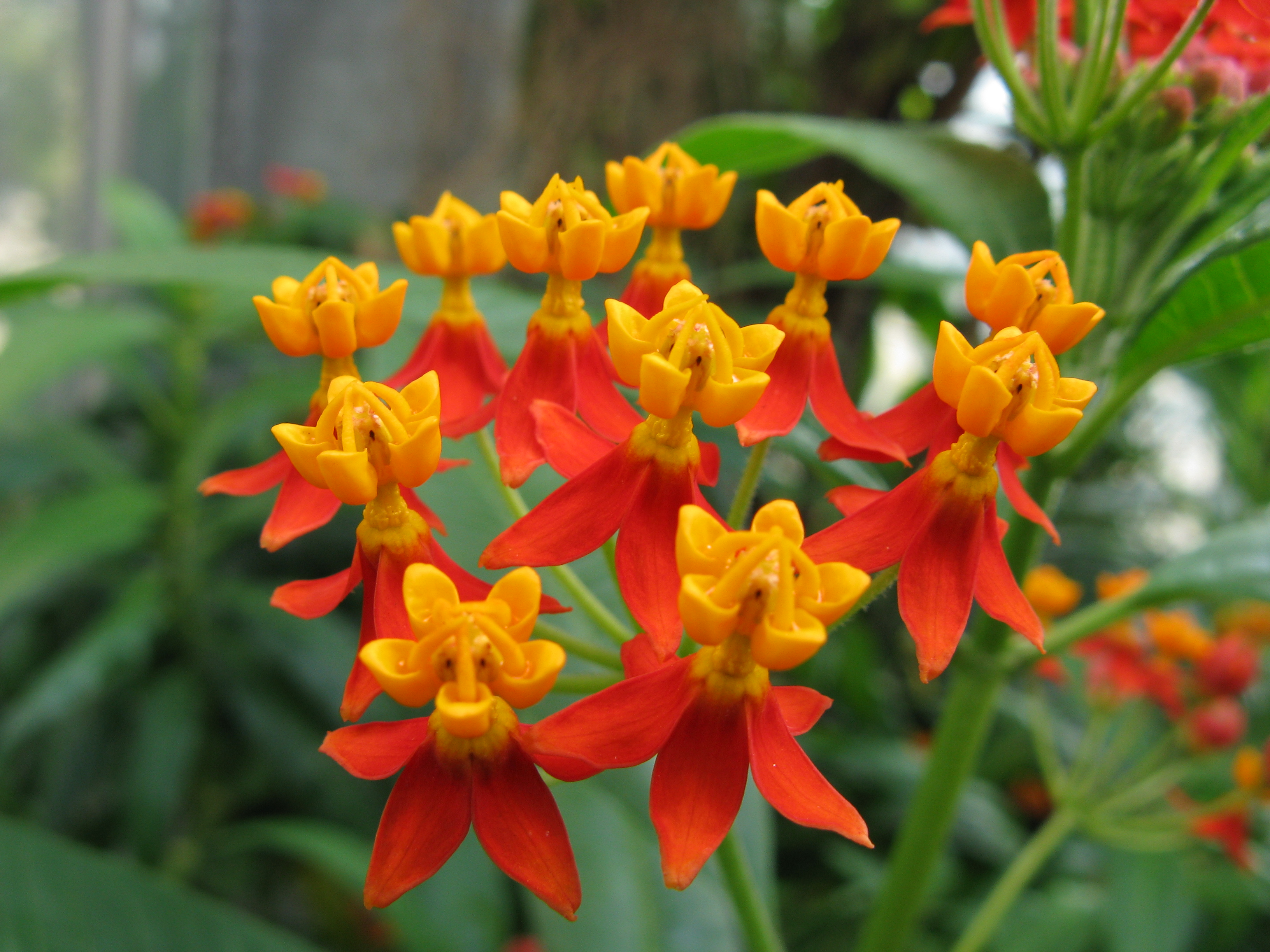
花
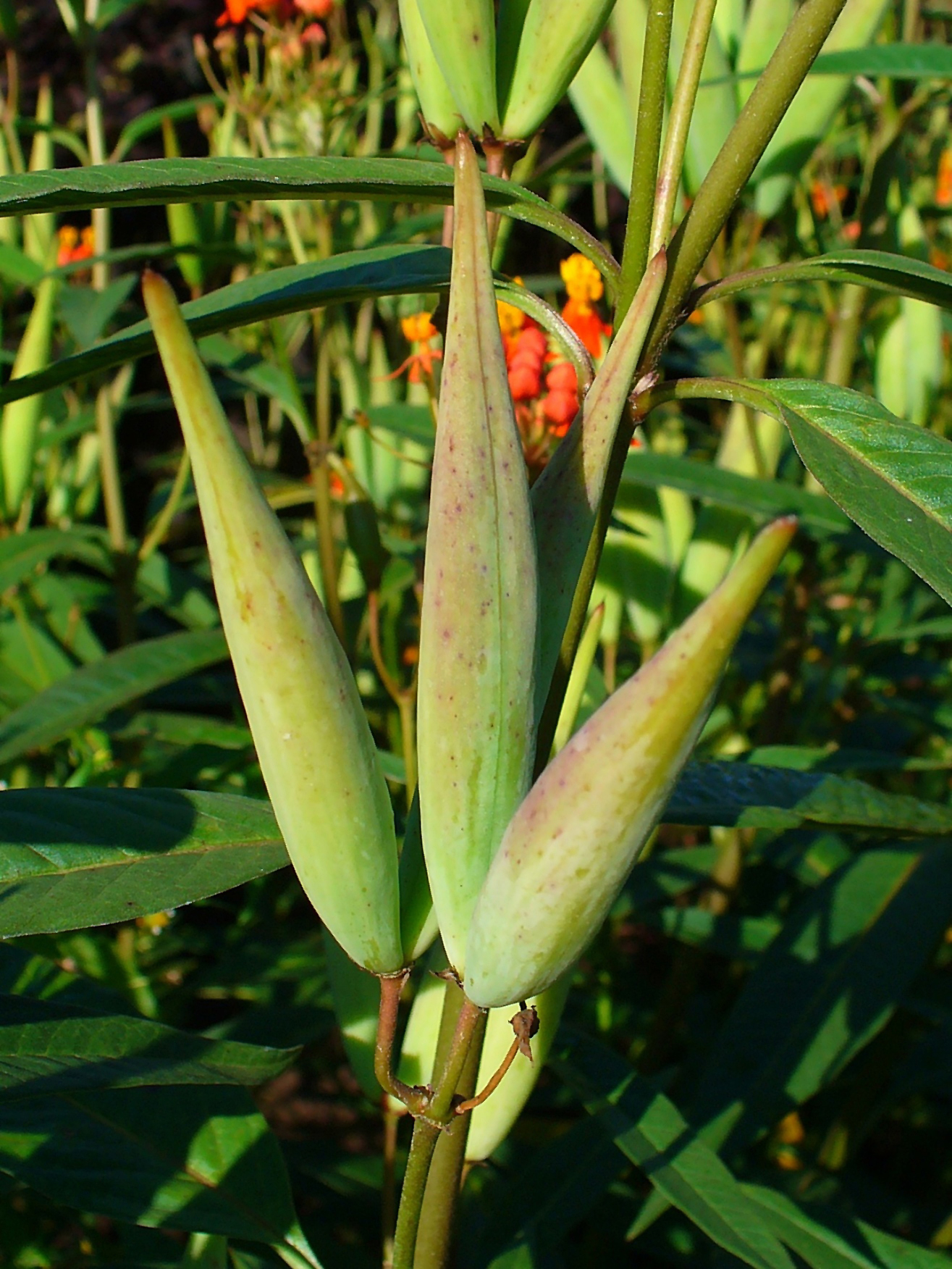
果実
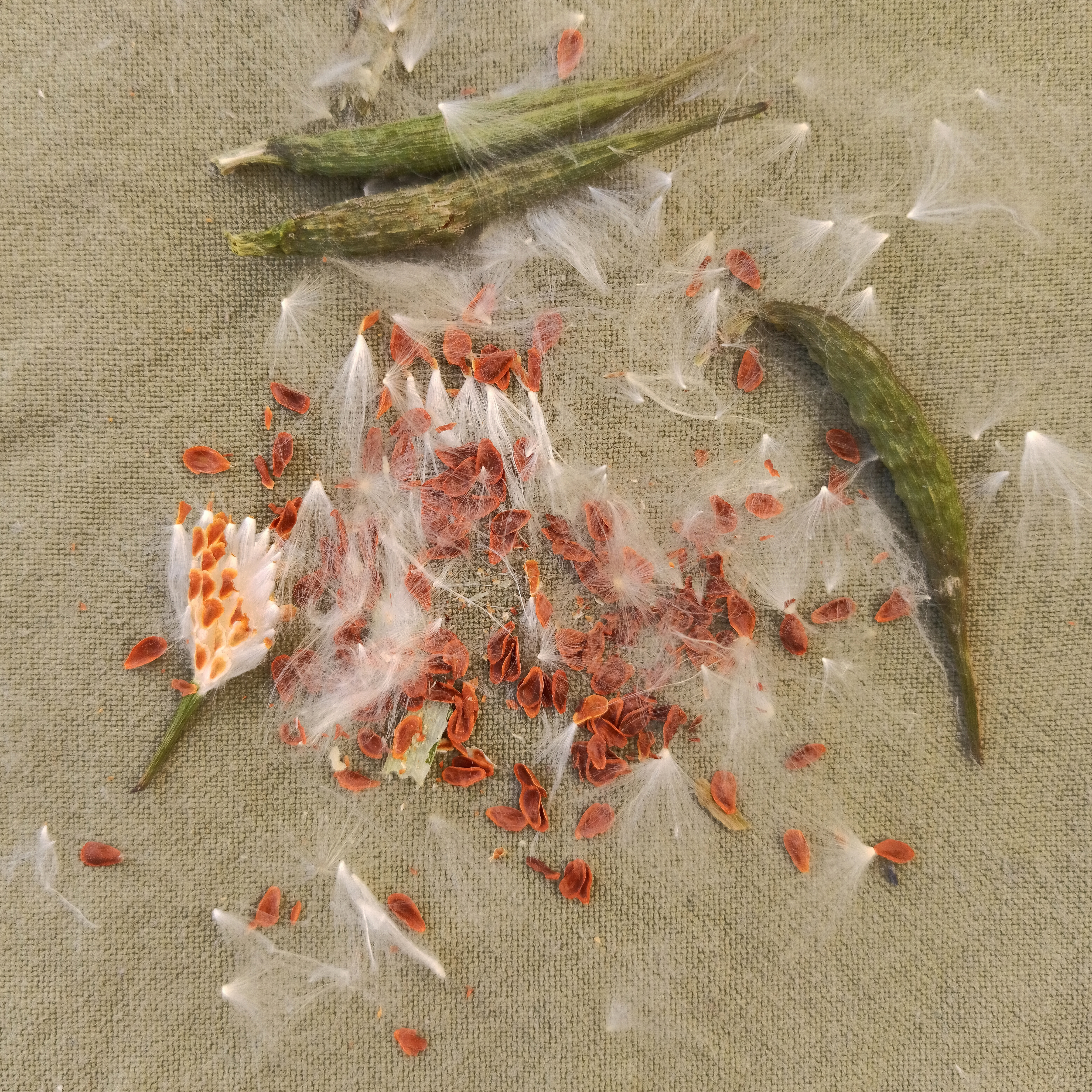
種子
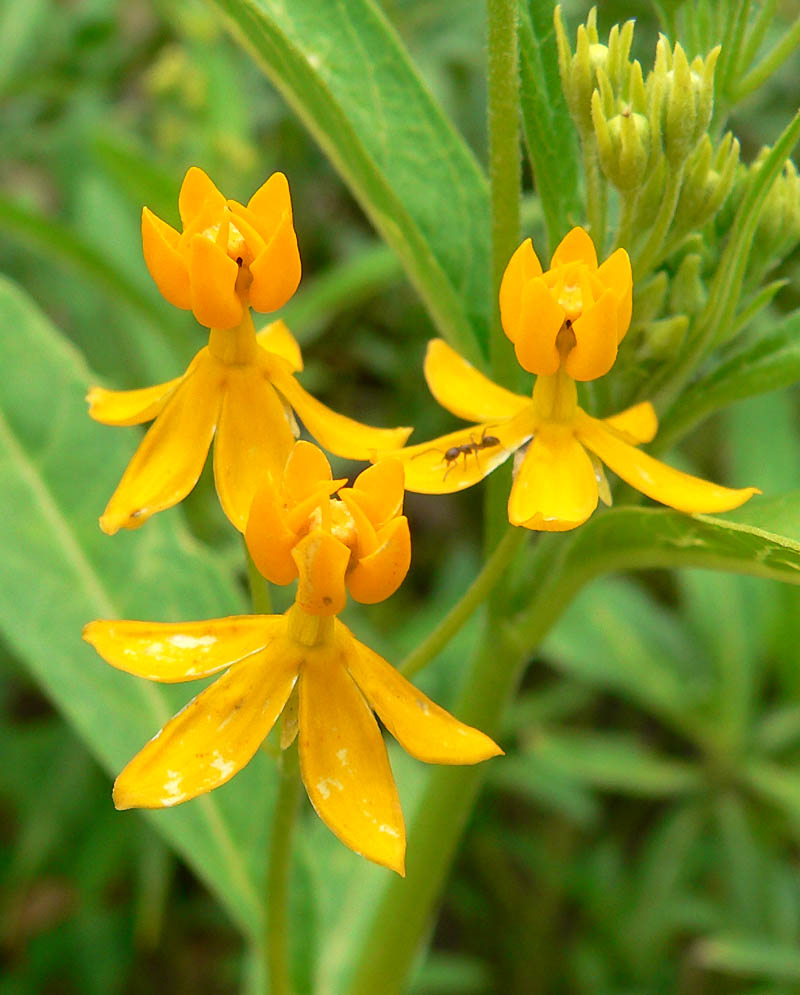
シルキーゴールド (Asclepias curassavica 'Silky Gold')

## 利用
全草に有毒配糖体 asclepidin を含み、生葉は駆虫・発汗に、花は止血に、根は催吐性を有する vincetoxin を含む根はトコンの代用品とされる（英: West Indian ipecacuanha、bastard ipecacuanha）。
茎からは織物に使える繊維が得られ、種子は枕などの詰め物とされる。
観賞用植物としては切り花や鉢物ともなる。

## 近縁種
トウワタ属 (Asclepias) は茎などを切ると白い乳液を出すため milkweed と呼ばれるが有毒である。また、北米を大移動する蝶、オオカバマダラの食草でもある。日本国内では本種やヤナギトウワタなどは属の学名をカタカナ表記したアスクレピアスで流通し、混同されることがある。
- ヤナギトウワタ（別名: シュツコントウワタ）[1] Asclepias tuberosa L.

北アメリカ原産で寒さに強い。茎には毛が多く、葉は互生。花は橙-黄色。
- オオトウワタ Asclepias syriaca L.

北アメリカ原産。葉は対生でトウワタより幅広く大きい。草丈は1-2メートル。
- アスクレピアス・インカルナタ Asclepias incarnata L.

北アメリカ原産。湿地によく生える。花は桃色だが、真っ白なアイスバレーと呼ばれる品種もあり。
- フウセントウワタ Gomphocarpus physocarpus (シノニム: Asclepias physocarpa)

南アフリカ原産。白い花が下向きに咲く。果実は風船のように丸く膨らむ。トウワタ属またはフウセントウワタ属に分類される。

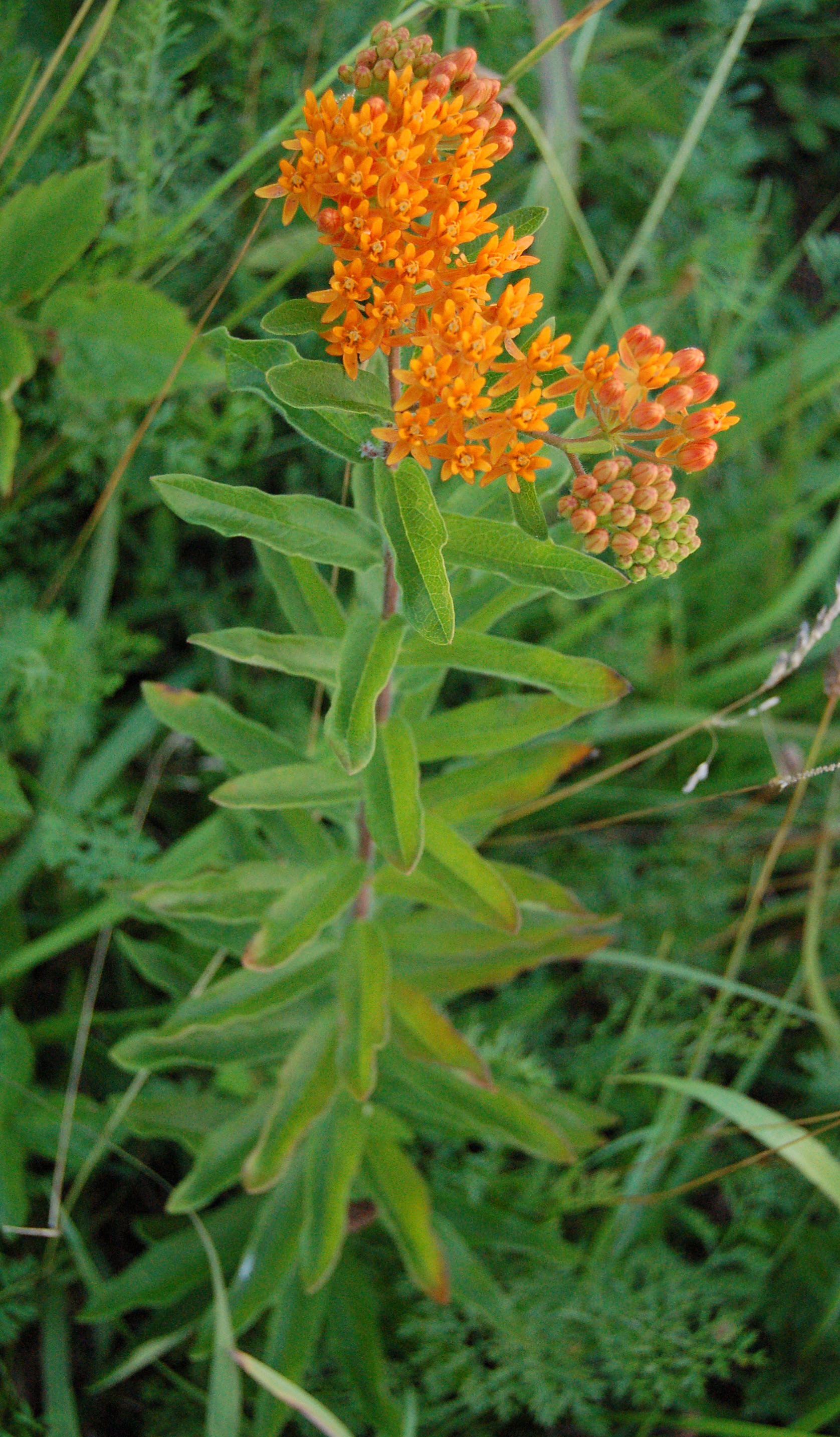
ヤナギトウワタ
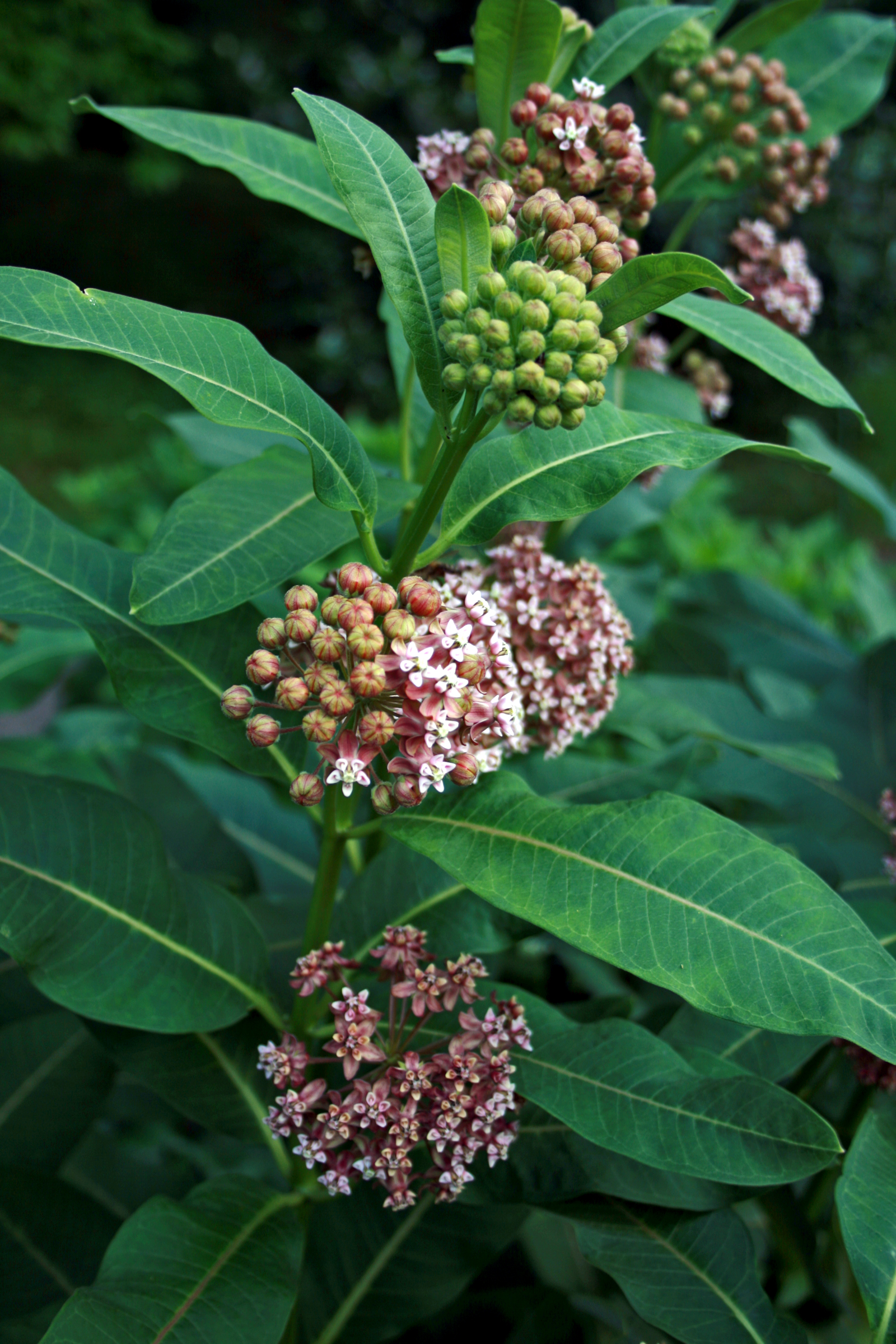
オオトウワタ
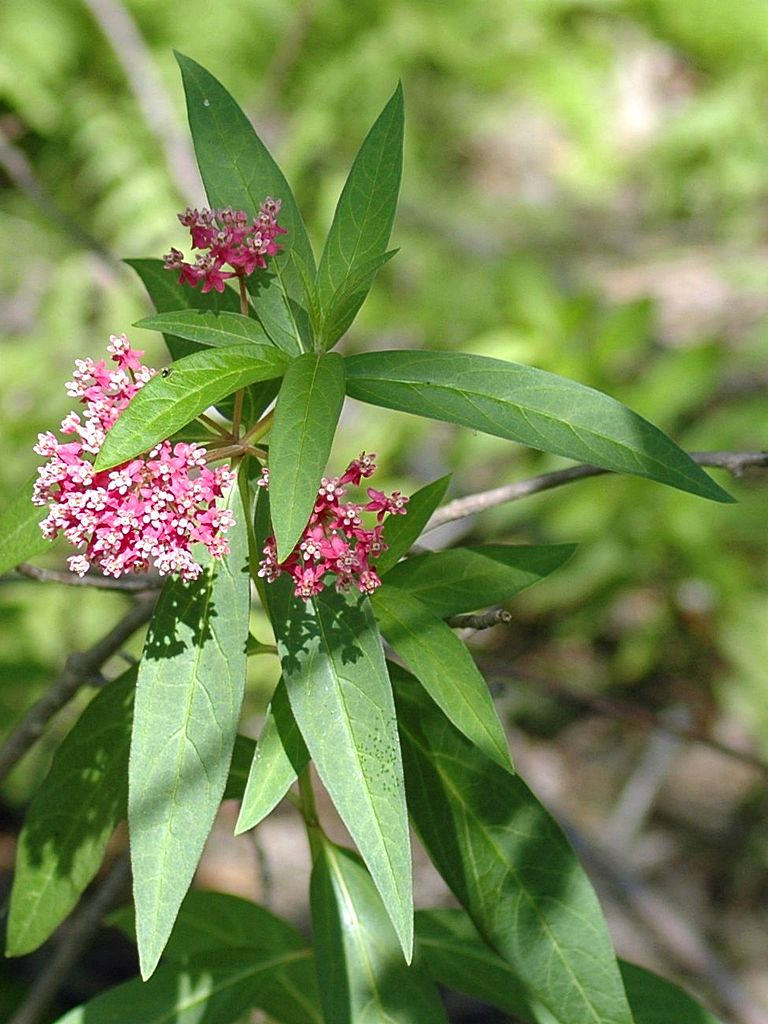
アスクレピアス・インカルナータ
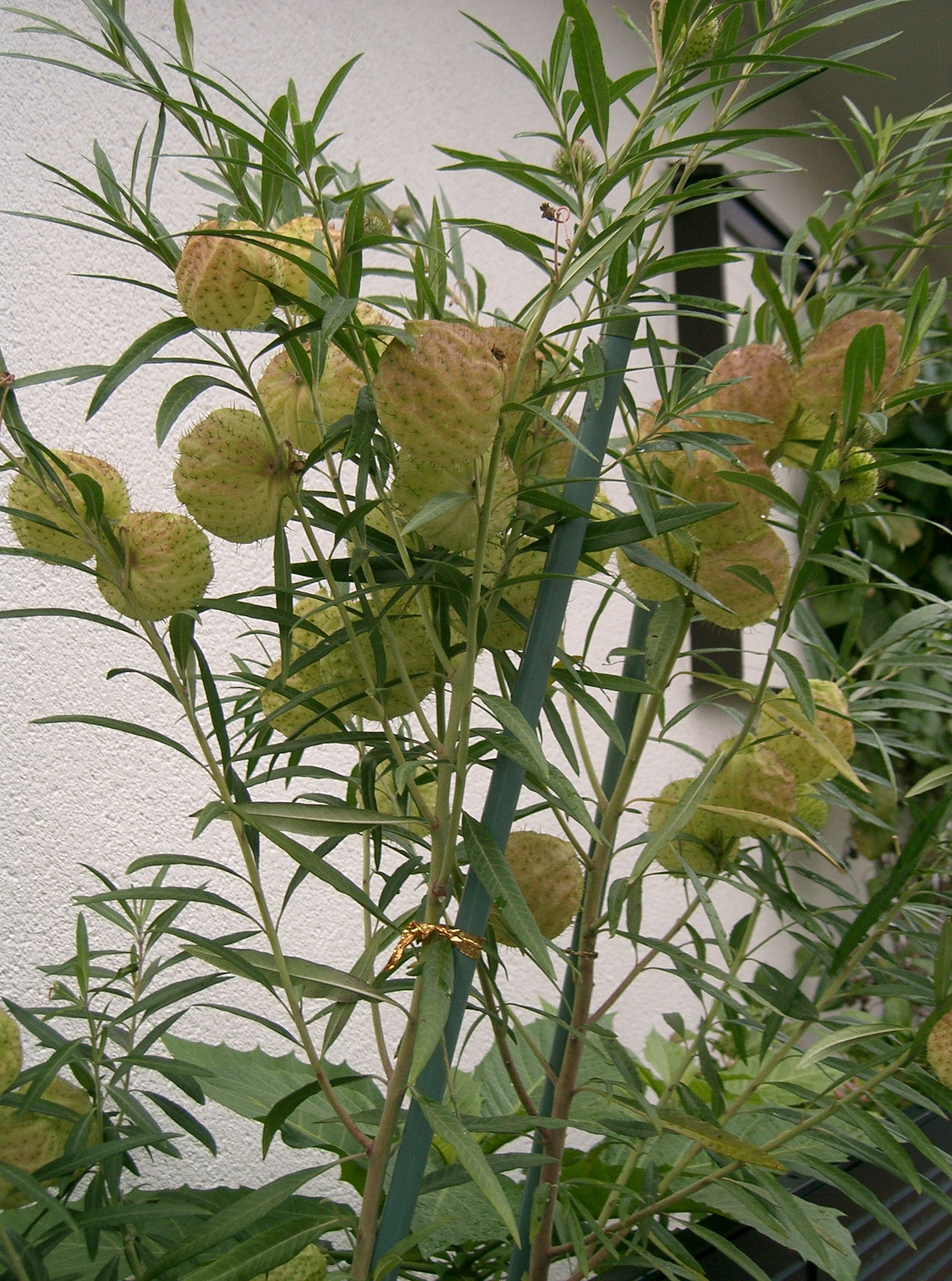
フウセントウワタ